# 탄부초등학교 사직분교
탄부초등학교 사직분교는 대한민국 충청북도 보은군 탄부면 사직1길 34 (사직리)에 있었던 공립 초등학교이다.

## 학교 연혁
- 1954년 4월 1일 탄부국민학교 사직분교장 설립인가
- 1957년 1월 15일 사직국민학교 인가
- 1957년 4월 1일 사직국민학교 개교
- 1958년 3월 14일 제1회 졸업식
- 1958년 4월 1일 사직국민학교 독립인가 6학급 편성
- 1993년 2월 20일 사직국민학교 병설유치원 설립인가
- 1993년 3월 9일 병설유치원 개원
- 1996년 3월 1일 사직초등학교로 개칭
- 1998년 2월 18일 제41회 졸업식
- 1998년 3월 1일 탄부초등학교 사직분교장 개편
- 2002년 3월 1일 탄부초등학교로 통합